# Kleine Scheidegg
La Kleine Scheidegg (la Petite Scheidegg) est un col ferroviaire suisse entre l'Eiger et le Lauberhorn dans l'Oberland bernois à 2 061 m d'altitude. Il est situé à la frontière des communes de Lauterbrunnen (Wengen) et de Grindelwald.

## La gare
- Sur la ligne du Wengernalpbahn entre Lauterbrunnen, Wengen, Kleine Scheidegg, Grindelwald.
- Départ du chemin de fer de la Jungfrau (Kleine Scheidegg - Jungfraujoch).

## La station de ski
- Connue pour la piste du Lauberhorn descendant vers Wengen.